# ریکی اسکاگز
ریکی اسکاگز (انگلیسی: Ricky Skaggs؛ زادهٔ ۱۸ ژوئیهٔ ۱۹۵۴) خواننده-ترانه‌پرداز، تهیه‌کننده موسیقی، تنظیم و موسیقی‌دان اهل ایالات متحده آمریکا است. نام اسکاگز در سال ۲۰۱۸ وارد موزه و تالار مفاخر موسیقی کانتری شد.